# Gabriele Lancillotto Castello
Gabriele Lancillotto Castelli (anche Lancellotto Castelli), principe di Torremuzza e marchese di Motta d'Affermo, noto anche con lo pseudonimo di Selinunte Drogonteo (Palermo, 1727 – Palermo, 1792), è stato un numismatico e antiquario italiano, che consacrò la sua vita allo studio della numismatica e delle antichità della Sicilia.

## Biografia
Nel 1734 entrò nel Collegio borbonico gestito dai teatini a Palermo.
Suo insegnante di lettere antiche e moderne fu l'abate Jacoponi, toscano. Nel collegio, il suo studio preferito furono l'antichità e la storia della Sicilia. Assieme ad altri studiosi palermitani promosse un progetto di una "Storia generale dell'Isola". 
Nel 1762 Torremuzza pubblicò un testo dal titolo "Le antiche iscrizioni di Palermo", in cui sono descritte le lapidi antiche che dal 1586 il senato di Palermo aveva fatto raccogliere e che nel 1716 erano state collocate nel palazzo pubblico. Nel 1753 pubblicò la "Storia di Alesa" sotto lo pseudonimo di "Selinunte Drogonteo", pastore arcade. Le opere che lo hanno reso famoso sono "Siciliae veteres nummi", e Siciliae veterum inscriptionum nova collectio". 
Nel 1779 il principe fu nominato Regio Custode delle antichità per la Val di Mazara, mentre un suo compagno di studi, Ignazio Paternò Castello principe di Biscari, ebbe lo stesso incarico per la Val Demone e la Val di Noto. In questa veste, Torremuzza curò i restauri del Castello di Maredolce a Palermo, del Tempio di Segesta (1781) e dei Templi della Concordia (1787) e di Giunone (1788) a Girgenti.
Nel 1783 fu associato alla Académie des inscriptions et belles-lettres.
Donò circa 12.000 volumi ai Gesuiti, che gestivano quella che divenne poi la Biblioteca Nazionale di Palermo, oggi Biblioteca centrale della Regione Siciliana.

## Opere principali
- Siciliae populorum, urbium, regum et tyrannorum numismata, Panormi, 1767;
- Siciliae et objacentium insularum veterum inscriptionum nova collectio, Panormi, 1769;
- Siciliae veteres nummi, Panormi, 1781.